# Eurocoelotes inermis
Eurocoelotes inermis là một loài nhện trong họ Amaurobiidae.
Loài này thuộc chi Eurocoelotes. Eurocoelotes inermis được Ludwig Carl Christian Koch miêu tả năm 1855.